# Haukivaara
Haukivaara (meänkieli för 'gäddberget' eller 'gäddfjället'; nordsamiska: Hávgavárri) är den höjdsträckning som centrala Kiruna är byggt på.